# Riccia aravalliensis
Riccia aravalliensis là một loài rêu trong họ Ricciaceae. Loài này được Pandé & Udar mô tả khoa học đầu tiên năm 1957.
Danh pháp khoa học của loài này chưa được làm sáng tỏ. 